# Wallgau
Wallgau – miejscowość i gmina w Niemczech, w kraju związkowym Bawaria, w rejencji Górna Bawaria, w regionie Oberland, w powiecie Garmisch-Partenkirchen. Leży około 15 km na wschód od Garmisch-Partenkirchen, nad Izarą, przy drodze B11.

## Dzielnice
- Spatzenhausen
- Hofheim
- Waltersberg

## Demografia
| Rok  | Liczba mieszk. |
| ---- | -------------- |
| 1970 | 1 071          |
| 1987 | 1 170          |
| 2000 | 1 342          |
| 2005 | 1 429          |

### Struktura wiekowa
Dane o ludności z 31 grudnia 2008:
| Opis                                | Ogółem | Ogółem | Kobiety | Kobiety | Mężczyźni | Mężczyźni |
| ----------------------------------- | ------ | ------ | ------- | ------- | --------- | --------- |
| Jednostka                           | osób   | %      | osób    | %       | osób      | %         |
| Populacja                           | 1394   | 100    | 679     | 48,71   | 715       | 51,29     |
| Wiek przedprodukcyjny (0–17 lat)    | 272    | 19,51  | 123     | 8,82    | 149       | 10,69     |
| Wiek produkcyjny (18–65 lat)        | 827    | 59,33  | 402     | 28,84   | 425       | 30,49     |
| Wiek poprodukcyjny (powyżej 65 lat) | 295    | 21,16  | 154     | 11,05   | 141       | 10,11     |

## Polityka
Wójtem gminy jest Hansjörg Zahler, rada gminy składa się z 12 osób.

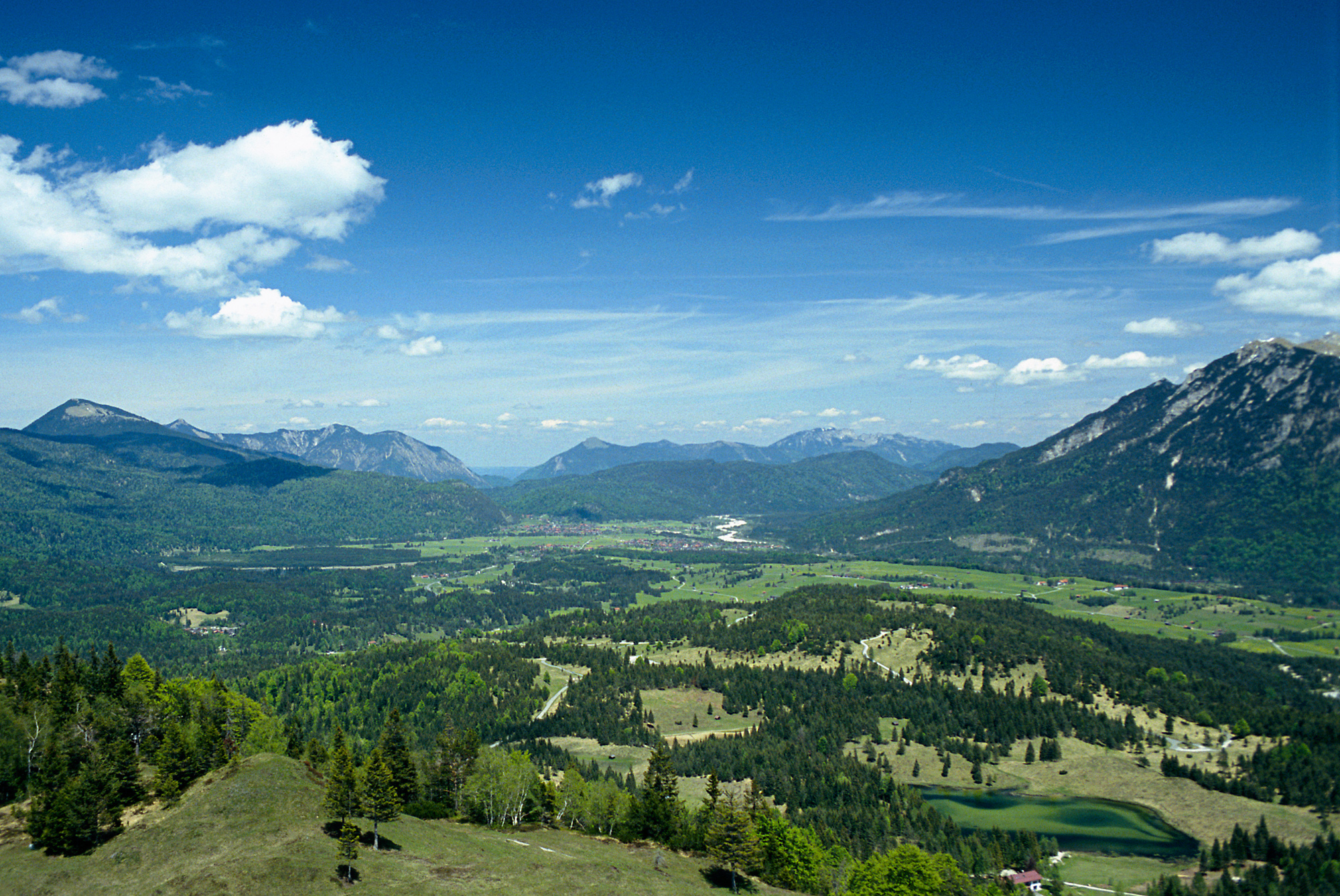
Widok z Kranzberga na Wallgau i dolinę Izary

|      | CSU/FUWG | FNWV | WW | JM | Razem |
| 2008 | 6        | 2    | 2  | 2  | 12    |
| 2002 | 5        | 2    | 2  | 3  | 12    |

## Oświata
W gminie znajduje się przedszkole (50 miejsc) oraz szkoła podstawowa połączona z częścią Hauptschule (10 nauczycieli, 154 uczniów).